# Битва при Сарагархи
Битва при Сарагархи (англ. Battle of Saragarhi, пушту د سارګړي جګړه‎) — битва между Британской Индией и афганскими племенами, состоявшаяся накануне Тирахской кампании. 12 сентября 1897 года около 12–24 тысяч представителей афганских племён оракзаи и афридии были замечены возле Гогры, в Самане-Суке и вокруг аванпоста Сарагархи, которые пытались отрезать форт Гулистан от форта Локхарт. Затем около 10–12 тысяч афганцев во главе с Гуль Бадшахом, атаковали и окружили Сарагархи, который защищал отряд 36-го Сикхского полка британско-индийской армии численностью 21 солдата под командованием хавилдара Ишара Сингха. Сикхские солдаты отказались сдаться афганцам и вскоре были уничтожены. Через два дня аванпост Сарагархи был отбит другим британско-индийским контингентом.

## Предыстория

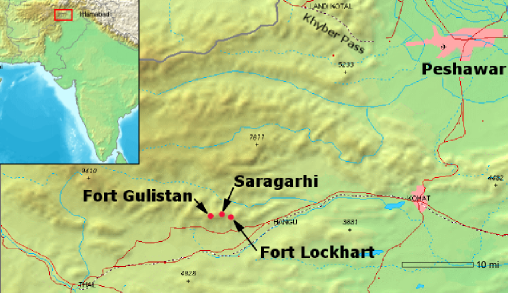
Расположение Сарагархи (в центре) и фортов Гулистан (слева) и Локхарт (справа) на карте.

Сарагархи была небольшой деревней в приграничном районе Кохат, расположенном на хребте Самана, на территории современного Пакистана. 20 апреля 1894 года был создан 36-й Сикхский полк британско-индийской армии под командованием полковника Джорджа Кука, полностью состоящий из джат-сикхов. В августе 1897 года пять рот 36-го Сикхского полка под командованием подполковника Джона Хотона были отправлены на северо-западную границу Британской Индии (современная Хайбер-Пахтунхва) и разместились на холмах Самана, Кураг, Сангар, Сахтоп-Дхар и Сарагархи.
Британцам частично удалось получить контроль над этой нестабильной территорией, но афганские племена продолжали время от времени нападать на британские отряды. Таким образом, была объединена серия фортов, первоначально построенных Ранджитом Сингхом — правителем Сикхской империи. Двумя фортами были форт Локхарт (на хребте Самана в горах Гиндукуша) и форт Гулистан (в Сулеймановых горах), расположенные на расстоянии нескольких миль друг от друга. Поскольку между фортами не было визуального контакта, на скалистом хребте Сарагархи был построен гелиографический пункт связи, который представлял собой небольшой блокгауз с петлевыми крепостными стенами и сигнальной башней.
В 1897 году повстанческая и враждебная деятельность местных афганцев значительно усилилась и 27 августа они подняли всеобщее восстание, однако их энергичные попытки захватить форты были сорваны 36-м Сикхским полком. 3 и 9 сентября представители племени афридии в союзе с другими афганцами вновь атаковали форт Гулистан, но обе атаки были отбиты. Колонна помощи, возвращаясь в форт Локхарт, усилила отряд связи, расположенный в Сарагархи, увеличив его численность до трёх унтер-офицеров и восемнадцати рядовых.

## Расстановка сил

### Сикхские солдаты

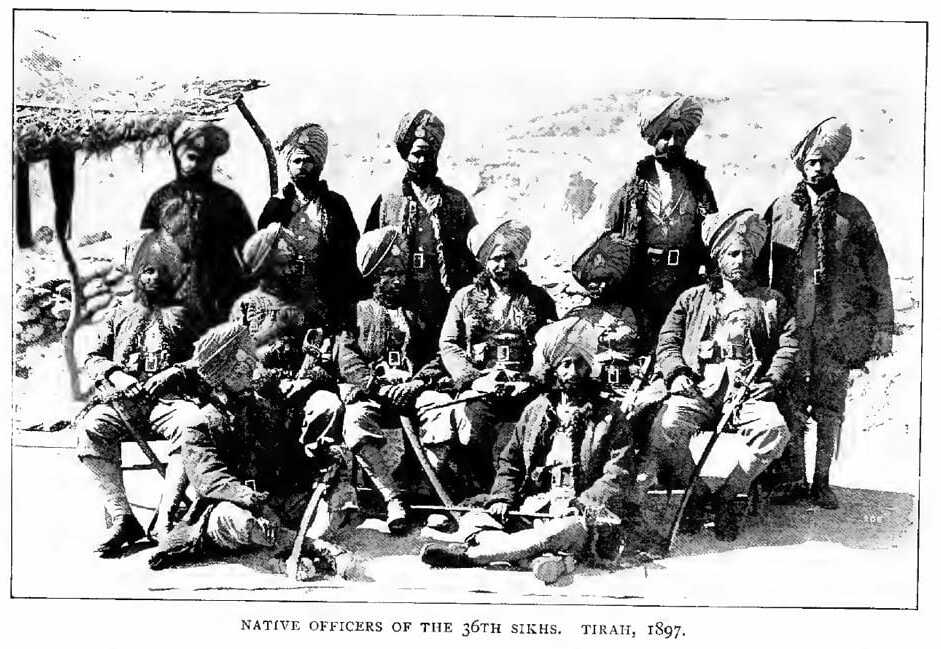
Фотография с подписью «Коренные сикхи 36-го Сикхского полка». Тира, Британская Индия, 1897

Ниже представлен список имён и полковой номер 21 сикхского солдата, оборонявшего аванпост в Сарагархи:
1. Хавилдар (сержант) Ишар Сингх (165)
2. Наик (капрал) Лал Сингх (332)
3. Лэнс наик (мл. капрал) Чанда Сингх (546)
4. Сипаи Сундар Сингх (1321)
5. Сипаи Рамм Сингх (287)
6. Сипаи Уттар Сингх (492)
7. Сипаи Сахиб Сингх (182)
8. Сипаи Хира Сингх (359)
9. Сипаи Дайя Сингх (687)
10. Сипаи Дживан Сингх (760)
11. Сипаи Бхола Сингх (791)
12. Сипаи Нараян Сингх (834)
13. Сипаи Гурмукх Сингх (814)
14. Сипаи Дживан Сингх (871)
15. Сипаи Гурмукх Сингх (1733)
16. Сипаи Рам Сингх (163)
17. Сипаи Бхагван Сингх (1257)
18. Сипаи Бхагван Сингх (1265 )
19. Сипаи Бута Сингх (1556)
20. Сипаи Дживан Сингх (1651)
21. Сипаи Нанд Сингх (1221)

### Оружие солдат

#### Сикхи
Оружие, переданное и используемое индийскими войсками, было более старшего поколения по сравнению со стрелковым оружием, выданным британским войскам. Это было сделано чтобы предотвратить выход дальнейших восстаний из-под контроля, как это было во время восстания сипаев в 1857 году.

#### Афганцы
Афганцы в основном использовали винтовку Пибоди-Мартини и её копии, которые в больших количествах производились оружейниками Северо-Западной пограничной провинции, главным из которых был Адам Хел Африди, живший в районе Хайберского перевала. Оружейники Хайберского перевала впервые приобрели образцы различных видов британского оружия во время военных экспедиций британцев на северо-запад Индии в XIX веке.

## Ход битвы

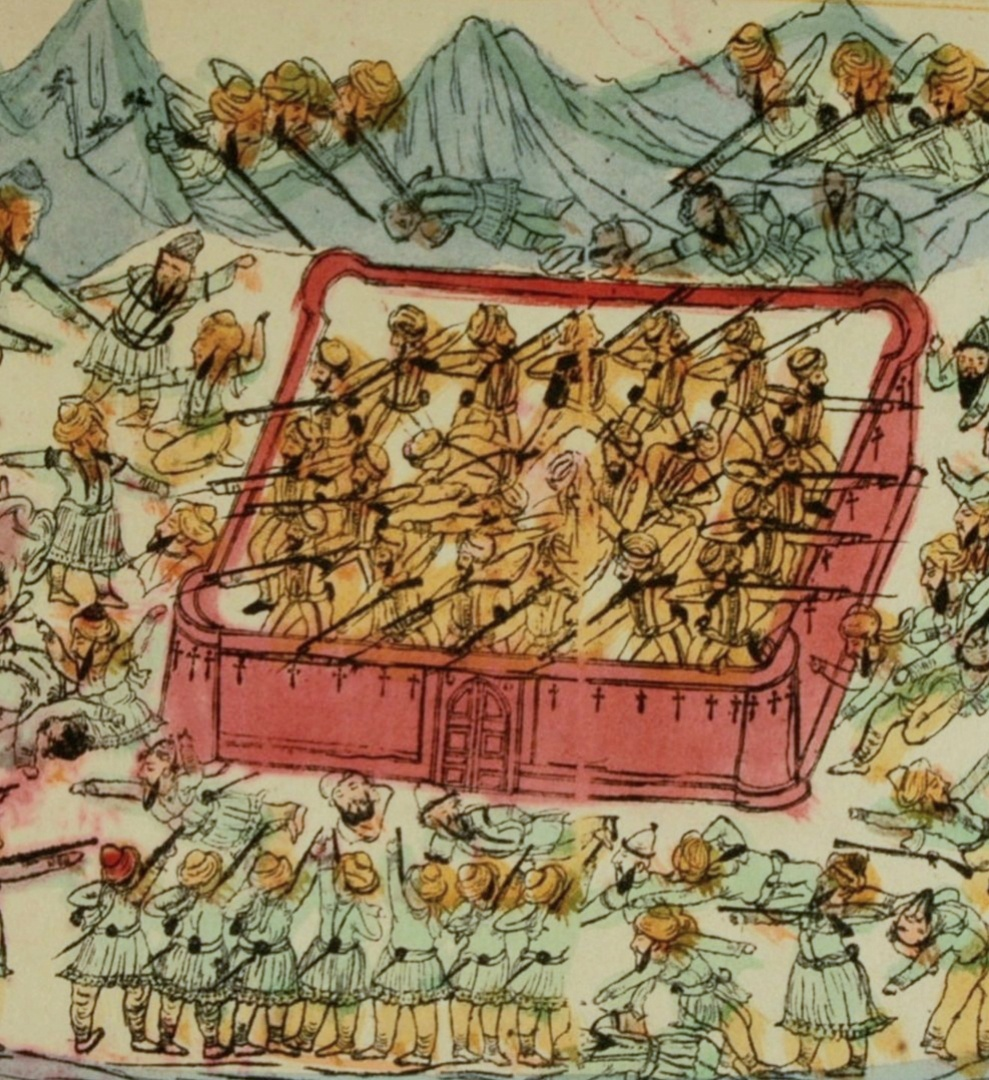
Битва при Сарагархи в представлении неизвестного художника, прим. IX/XX в.

Ход битвы при Сарагархе считается известным достаточно подробно, поскольку на протяжении всей битвы сипаи Гурмукх Сингх с помощью гелиографа сообщал о событиях Джону Хотону, находящемуся в форте Локхарт.
- Около 09:00 примерно 6000–10 000 афганцев достигают сигнального поста в Сарагархи.
- Сипаи Гурмукх Сингх сигнализирует полковнику Хотону, что они подверглись нападению со стороны афганцев.
- Однако Хотон заявляет, что не может немедленно послать для них помощь.
- Солдаты в Сарагархи решают сражаться до последнего, чтобы выиграть время для подхода к ним подкрепление.
- Сипаи Бхагван Сингх стал первым убитым солдатом, а наик Лал Сингх получил серьёзное ранение.
- Сообщается, что наик Лал Сингх и сипаи Джива Сингх несут тело Бхагвана Сингха обратно за внутреннюю стену поста.
- Афганцы ломают часть стены поста.
- Хотон сообщает, что, по его оценкам, Сарагархи атакуют от 10 000 до 12 000 афганцев.
- Лидеры афганцев призывают сикхских солдат сдаться, но те отказываются.
- Сообщается, что афганцы предприняли две решительные попытки открыть ворота поста, но обе оказались безуспешными.
- Позже стена была прорвана.
- После этого произошли ожесточённые рукопашные бои.
- Хавилдар Ишар Сингх[англ.] приказывает своим людям отойти за внутреннюю стену поста, а сам остаётся чтобы прикрыть их отход. Как только внутренний слой поста был прорван, все оборонявшиеся солдаты, кроме одного, были убиты, включая многих афганцев.
- Сипаи Гурмукх Сингх, который всё время сообщал Хотону о боевых действиях в качестве сигнальщика, остался последним защитником поста. Его последним сообщением была просьба разрешить взять винтовку. Получив разрешение, он упаковал свой гелиограф и принялся защищать сигнальный пост. Утверждается, что он лично убил 40 афганцев, и поэтому чтобы его убить, афганцам пришлось поджечь пост. Говорят, что умирая, Гурмукх Сингх неоднократно выкрикивал сикхский боевой клич «Боле со нихал, Сат Шри Акал!» (в.-пандж. ਬੋਲੇ ਸੋ ਨਿਹਾਲ, ਸਤਿ ਸ੍ਰੀ ਅਕਾਲ — «Благословен будет навеки тот, кто скажет, что Бог — это высшая истина!»).

## Последствия

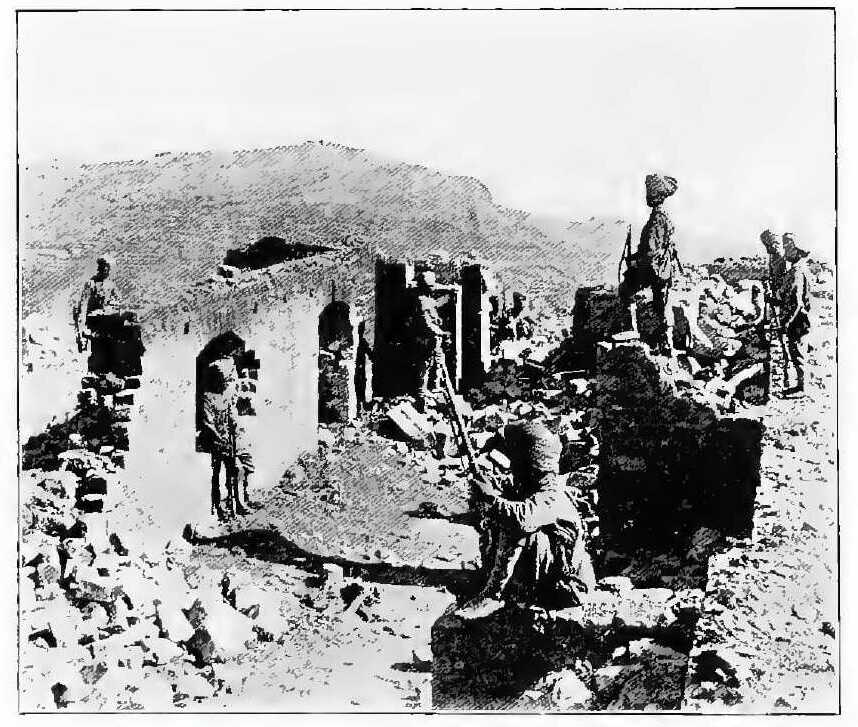
Вид на аванпост Сарагархи после битвы.

Уничтожив Сарагархи, афганцы обратили внимание на форт Гулистан и попытались его атаковать, но они задержались слишком долго, и в ночь с 13 на 14 сентября туда прибыло подкрепление.
Говорят, что когда группа помощи прибыла туда, она обнаружила около 600 тел убитых афганцев вокруг разрушенного поста. Однако афганцы утверждали, что в ходе боёв с 21 сикхским солдатом они потеряли около 180 человек убитыми и чуть больше ранеными (возможно, некоторые жертвы были вызваны 14 сентября когда пост был отвоеван другим британско-индийским контингентом с помощью интенсивного артиллерийского огня).
После того, как британцы полностью отбили район, они из обожжённых кирпичей поста Сарагархи построили обелиск оборонявшим его солдатам.
Общие потери за всю кампанию, включая эту битву, составили около 4800 человек.

## Память

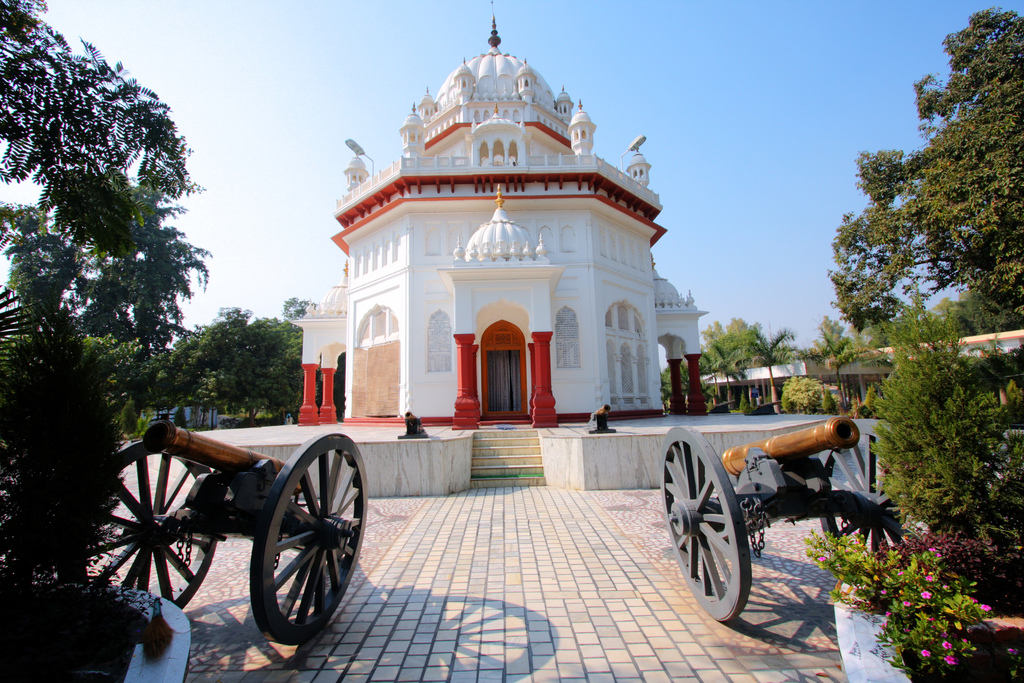
Гурдвара в память о битве, построенная в 1904 году британскими войсками в Фирозпуре, Индия

Битва стала знаковой для восточной военной цивилизации, военной истории Британской империи и истории сикхов.
В память об оборонителей Сарагархи британцы построили две гурдвары: одну в Амритсаре, очень близко к главному входу в Золотой Храм, а другую — в кантонменте города Фирозпур, откуда были родом большинство из них.
Им также была посвящена сикхская эпическая поэма «Хальса Бахадур».

### Индийский орден «За заслуги»
Все 21 солдат, участвовавший в бою, был посмертно награждён Индийским орденом «За заслуги» — высшей наградой за доблесть, которую мог получить индийский солдат в то время. Соответствующей наградой за доблесть стал Крест Виктории.

### В индийских школах
Индийские вооружённые силы, в частности индийская армия, настаивали на том, чтобы героизм, продемонстрированный индийскими солдатами, преподавали детям в индийских школах как источник вдохновения. В 1999 году крупная индийская газета The Tribune по этому поводу опубликовала различные статьи в Пенджабе, например: «Военные действия в Сарагархи преподаются студентам во всём мире и особенно студентам во Франции». Хотя этому утверждению не было никаких доказательств (например, его не было в национальной школьной программе Франции), оно вызвало множество политических дебатов в Индии, и с 2000 года в школах Пенджаба начали преподавать уроки об этой битве:
Решение включить боевую историю в школьную программу было принято в прошлом году во время общественного митинга под председательством главного министра Пенджаба г-на Паркаша Сингха Бадала. После этого правительство штата издало уведомление о том, что боевая история должна быть включена в школьную программу с этого занятия. Сикхский полк и различные ассоциации бывших военнослужащих постоянно требовали включить это сражение в школьную программу. Аналогичная просьба была также выдвинута г-ну Бадалу во время празднования столетия битвы на государственном уровне в Ферозепоре в 1997 году. В последующем письме, отправленном правительству Пенджаба Мемориалом Сарагархи и Форумом продвижения этоса, также содержал призыв к правительству штата, что эта битва преподнесла бы детям много вдохновляющих уроков. Услышав о подвигах, британский парламент единогласно поднялся, чтобы воздать должное павшим солдатам.

### День Сарагархи
День Сарагархи — национальный день памяти 21 сикхского солдата, который отмечается в Индии и сикхами по всему миру 12 сентября или в ближайший будний день ежегодно в ознаменование битвы при Сарагархи. Все подразделения Сикхского полка индийской армии ежегодно отмечают парадами этот день как «День полковой боевой чести».

### В Великобритании

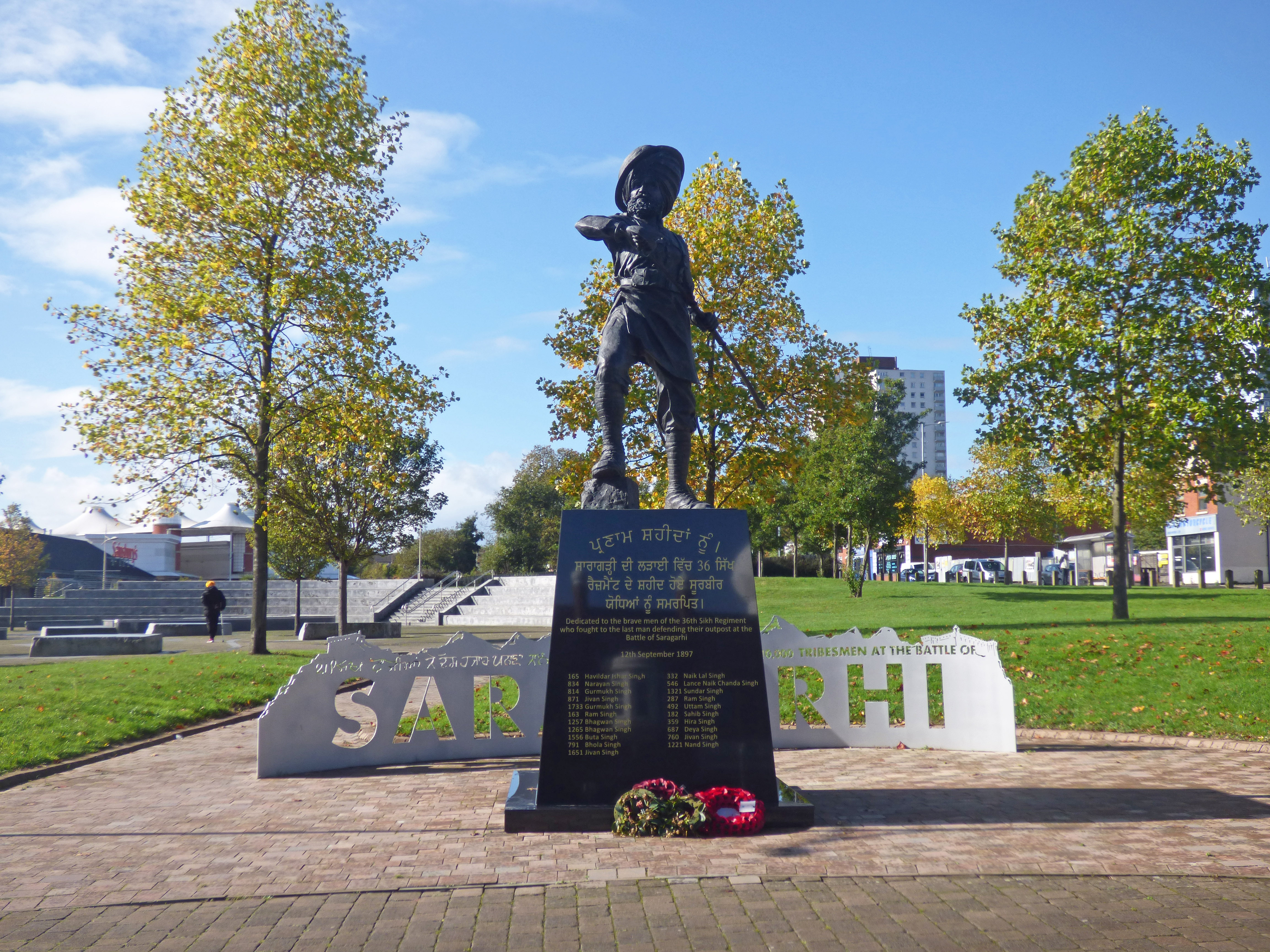
Мемориал хавилдару Ишару Сингху — командиру 21 солдата, защищавшего пост в Сарагархи. Веднесфилд, Великобритания.

Первое записанное публичное выступление о битве при Сарагархи в Великобритании было произнесено Виконтом Слимом в 2001 году, когда он прочитал ежегодную лекцию «Портреты мужества» в Имперском военном музее. Мероприятие было организовано Фондом столетия Махараджи Далипа Сингха. В мае 2002 года принц Чарльз (будущий король Карл III) открыл выставку «От джаванов генералам», на которой был представлен раздел, посвященный битве при Сарагархи. Выставка успешно гастролировала по Великобритании, и её посетило более 100 000 человек.
Сарагархи снова стал популярным в Великобритании благодаря писателю и режиссёру Джею Сингху Сохалу и британской армии после презентации книги «Сарагархи: Забытая битва» в 2013 году в Старом колледже Королевской военной академии в Сандхерсте. С тех пор британские вооружённые силы ежегодно отмечают его в День боевой славы. В 2014 году поминки также прошли в Сандхерсте в Мемориальном зале индийской армии. В 2015 году оно состоялось в Музее Почётной артиллерийской роты в Лондоне, где оно также должно было состояться в следующем году.
Различные высокопоставленные министры и генералы вооружённых сил Великобритании отдали дань уважения службе сикхов, упомянув битву при Сарагархи. В апреле 2016 года министр обороны и член парламента Великобритании Майкл Фэллон, упомянул эту битву на специальном мероприятии Вайсакхи в Министерстве обороны. В июне 2016 года Начальник Генерального штаба сэр Ник Картер сделал то же самое на специальном ужине Британской ассоциации сикхов.
В ноябре 2020 года городской совет Вулвергемптона утвердил планы возведения бронзовой статуи высотой 3,05 м в память о битве возле гурдвары Гуру Нанака в Веднесфилде. Статуя хавилдара Ишара Сингха, оплаченная на общую сумму 100 000 фунтов стерлингов от местной сикхской общины, была открыта 12 сентября 2021 года.

## В культуре
- В сентябре 2017 года документальный фильм британского журналиста и режиссёра Джея Сингх-Сохала «Сарагархи: Правдивая история» был показан в Национальном мемориальном дендрарии в Стаффордшире в ознаменование 120-летия эпической пограничной битвы[32].
- «21 Sarfarosh — Saragarhi 1897[англ.]» — индийский телесериал который транслировался на канале Discovery Jeet с 12 февраля по 11 мая 2018 года. В главных ролях: Мохит Райна, Мукул Дев и Балрадж Сингх Кехра[33][34][35].
- «Кесари» — индийский военный фильм 2019 года на языке хинди, основанный на этой битве. Режиссёр Анураг Сингх и Акшай Кумар в главной роли[36] собрали более 100 крор фунтов стерлингов по всему миру в первые выходные во время фестиваля Холи[37].